# Francisco Álvarez Martínez
Pour les articles homonymes, voir Francisco Álvarez, Álvarez et Martínez.
Francisco Álvarez Martínez, né le 14 juillet 1925 à Santa Eulalia de Ferroñes Llanera en Espagne et mort le 5 janvier 2022 à Madrid, est un cardinal espagnol, archevêque de Tolède de 1995 à 2002.

## Biographie

### Prêtre
Après avoir obtenu un doctorat en droit canon à l'Université pontificale de Madrid, Francisco Álvarez Martínez  est ordonné prêtre le 11 juin 1950 pour le diocèse d'Oviedo.
Il partage le début de son ministère entre le secrétariat personnel de l'archevêque et des activités paroissiales. Il devient ensuite chancelier et secrétaire de la curie diocésaine tout en étant aumônier d'étudiants.

### Évêque
Nommé évêque de Tarazona en Espagne le 13 avril 1973, il a été consacré le 3 juin suivant par le cardinal Luigi Dadaglio. Il a ensuite été nommé évêque de Calahorra y La Calzada-Logroño le 20 décembre 1976, puis évêque d'Alicante le 12 mai 1989, avant de devenir archevêque de Tolède le 23 juin 1995.
Il s'est retiré de cette charge le 24 octobre 2002, en raison de son âge.

### Cardinal
Jean-Paul II le crée cardinal lors du consistoire du 21 février 2001 avec le titre de cardinal-prêtre de S. Maria "Regina Pacis" a Monte Verde.
Il participe à l'élection de Benoît XVI lors du conclave d'avril 2005. Trois mois plus tard, il perd sa qualité d'électeur le jour de ses 80 ans, le 14 juillet 2005, ce qui l'empêche de participer aux votes du conclave de 2013 qui voit l'élection de François.
Il meurt le 5 janvier 2022 à Madrid à 96 ans.